# Altar (Sonora)
Altar ist eine Stadt im Nordwesten des mexikanischen Bundesstaats Sonora mit 7927 Einwohnern. Altar liegt auf einer Höhe von 420 Meter snm. Das Gelände ist zum Golf von Kalifornien hin geneigt. Die Stadt liegt an der bedeutenden Mexikanischen Bundesstraße 2 von Mexicali nach Hermosillo.  Mit Temperaturen, die 55 °C übersteigen können, ist Altar einer der heißesten Orte der Erde in der Zeit zwischen Mai und September.

## Wirtschaft
Die Bevölkerung lebt von der Viehzucht (mit einem Bestand von über 19.000 Stück Vieh) und der Landwirtschaft. Die auf bewässerbarem Land (25.000 Hektar) angebauten Produkte sind Weizen, Baumwolle, Mais, Bohnen, Färberdistel, Sorghum und Tafeltrauben. 
Altar ist häufig ein letzter Haltepunkt für illegale Einwanderer in die USA vor dem Durchqueren des US-amerikanischen Teils der Sonorawüste.

## Geschichte
Die Gegend der heutigen Stadt wurde durch die Pimas bewohnt. Die Stadt wurde 1775 von Hauptmann Bernardo de Urrea als Militärstützpunkt gegründet. Zunächst hieß der Ort Santa Gertrudis del Altar und später Nuestra Señora de Guadalupe del Altar. 

## Sehenswürdigkeiten
Die Pfarrkirche stammt aus dem Jahre 1886. Sehenswert ist auch die Kirche der Mission der Jungfrau von Guadalupe, die restauriert wurde, jedoch noch architektonische Elemente der ursprünglichen Kirche enthält. Das Volksfest zur Feier des 12. Dezember ist eine touristische Attraktion.